# Ангальджа
Ангальджа (Большая Ангальджа) — река в России, протекает по Верхнекетскому, Молчановскому и Колпашевскому районам Томской области. Устье реки находится в 12 км по правому берегу реки Корта (Бол. Корта). Длина реки составляет 47 км. С левой стороны впадает река Малая Ангальджа.

## Данные водного реестра
По данным государственного водного реестра России относится к Верхнеобскому бассейновому округу, водохозяйственный участок реки — Обь от впадения реки Чулым до впадения реки Кеть, речной подбассейн реки — Чулым. Речной бассейн реки — (Верхняя) Обь до впадения Иртыша.
Код объекта в государственном водном реестре — 13010500112115200022755.